# هاوارد کلارک (بازیکن فوتبال)
هاوارد کلارک (انگلیسی: Howard Clark؛ زادهٔ ۱۹ سپتامبر ۱۹۶۸) بازیکن فوتبال اهل بریتانیا است.
از باشگاه‌هایی که در آن بازی کرده‌است می‌توان به باشگاه فوتبال کراولی تاون، باشگاه فوتبال دارلینگتون، باشگاه فوتبال نانیتون تاون، باشگاه فوتبال کاونتری سیتی، باشگاه فوتبال هرفورد یونایتد، و باشگاه فوتبال شروزبری تاون اشاره کرد.